# Nedeljko Dragić
Nedeljko Dragić (* 13. September 1936 in Paklenica bei Novska) ist ein kroatischer Animator, Cartoonist und Comiczeichner, der seit 1990 in Deutschland lebt und arbeitet.

## Leben
Dragić studierte Rechtswissenschaften in Zagreb und wandte sich zudem ab 1953 dem Cartoon- und Comiczeichnen zu. Seine Werke erschienen unter anderem in der Zeitschrift Večernji list. Ab 1960 wirkte er als Animator am Zagreb Animated Film Studio, dort verwirklichte er 1965 mit Elegija seinen ersten Trickfilm als Regisseur. Der Film basierte auf Comics, die Dragić zuvor veröffentlicht hatte, auch sein Animationsstil näherte sich dem Stil eines Comics an.
Erste Bekanntheit erlangte Dragić mit den mehr metaphorischen Krotitelj divljih konja (1966) und Možda Diogen (1967). Höhepunkt seines Schaffens als Trickfilmer wurde die Oscarnominierung als Bester animierter Kurzfilm für Tup Tup (1972). In den 1980er-Jahren wurden Dragićs Filme, bis auf eine Reihe um das Maskottchen der Olympischen Winterspiele 1984 Vučko, weniger beachtet, sodass er 1990 nach Deutschland ging und seither in München lebt. Er war hier unter anderem als Werbefilmer tätig. Seine Vorträge an der Akademie der Bildenden Künste München, die er zwischen 1994 und 1995 zum Thema Zeichentrick hielt, wurden in Buchform veröffentlicht.
Im Jahr 2009 begann Dragić nach Anfrage des Leiters der Zagreb Film, Vinko Brešan, an der Animationskurzfilmreihe Rudijev leksikon zu arbeiten. Sie soll 365 Episoden umfassen und behandelt pro Folge einen Begriff, der über das fernsehbegeisterte, alleinstehende Männchen Rudi erklärt wird. Erschienene Folgen umfassten unter anderem die Begriffe Ruhm, Liebe, Diktatur, Philosophie und Glück. Die Idee zur Reihe hatte Dragić bereits in den 1970er-Jahren gehabt.

## Filmografie
- 1965: Elegija
- 1967: Striptiz
- 1967: Možda Diogen
- 1967: Krotitelj divljih konja
- 1969: Per Aspera Ad Astra
- 1969: Idu Dani
- 1971: Vrata
- 1973: Man: The Polluter
- 1973: Tup Tup
- 1974: Dnevnik
- 1982: Put k susjedu
- 1984: Vučko – najvani jinglovi
- 1984: Vučko igra hokej
- 1984: Vučko na olimpijadi
- 1990: Slike iz sjecanja
- 1993: Vrata
- ab 2009: Rudijev leksikon

## Publikationen
- 1966: Lexikon für Analphabeten
- 1986: Tupko: antistrip
- 1997: Klassische Animation: wie macht man Zeichentrickfilm

## Auszeichnungen
Auf dem Festival d’Animation Annecy wurde Dragić 1967 für Krotitelj divljih konja mit dem Cristal d’Annecy ausgezeichnet. Mozda Diogen gewann eine Goldmedaille auf dem Filmfestival Belgrad. Für Dnevnik erhielt Dragić 1974 auf dem Animafest Zagreb einen Großen Preis sowie 1975 den Preis der Stadt Zagreb, eine Goldmedaille auf dem Filmfestival Belgrad und den Will-Wehling-Gedächtnispreis der Westdeutschen Kurzfilmtage 1975.
Nedeljko Dragić erhielt 1973 für Tup Tup eine Oscarnominierung für den Besten animierten Kurzfilm.